# 綏芬河市
綏芬河市（すいふんが-し、中国語：绥芬河市、拼音：Suífēnhė shì、満洲語: ᠰᡠᡳᡶᡠᠨ
ᡠᠯᠠ、転写：suifun ula（錐の川の意）、英語：Suifenhe）は、中華人民共和国黒竜江省牡丹江市に位置する県級市。2011年から2017年にかけては黒竜江省の直轄管理下に置かれた。東はロシア連邦沿海地方と27キロにわたって国境を接し、面積460㎢、人口21万人。ウラジオストクまで210㎞、ロシアと100年余りの交流がある。1992年に中央政府より辺境開放都市に指定。ロシア側と鉄道・道路による輸送が行われ、ロシアからの輸入貨物のうち80％以上が木材で、市内には400社余りの木材加工企業がある。ロシアとの国境を跨いだ観光・居住・自由貿易地区「綏芬河貿易総合体」を建設している。下級行政区域は綏芬河鎮・阜寧鎮・互市貿易区と辺境経済合作区に分かれる。

## 歴史
綏芬河は悠久の歴史を持ち、考古学によると、四千年前から満洲人の祖先である粛慎人はここで生活し始めたという。
唐代には渤海国率賓府華州の地であり、金代には上京路恤品路、元代には遼陽中書省開元路万戸府に属した。
明代には奴児干（ヌルガン）都指揮使司率賓江衛、清代にはニングタ副都統轄区となった。
1860年の中露北京条約締結により綏芬河地域はロシアと国境を接することとなった。
1897年、ロシアが建設した東清鉄道が開通し、綏芬河地域の一部は鉄路附属地となり、ロシアが操縦するハルビン鉄路管理局が管理した。1921年中東鉄道の付属地行政権が回収され、1926年に綏芬河市が設置された。鉄道の開通により、綏芬河地域は対露貿易の基地となり、とりわけ担ぎ屋の密貿易で繁栄した。
1945年に綏陽県に編入され、1948年に綏陽県は東寧県に編入。
1968年に綏芬河は県級区に昇格して牡丹江地区の管轄とされたが、1973年に再び東寧県に編入。
1975年に東寧県より綏芬河市が分割設置され、牡丹江地区に所属。
1984年、綏芬河市が省轄市となり、牡丹江市が管理を代理。
1992年国務院の認可により第1次辺境開放都市に指定。
1999年6月、綏芬河・ポグラニチニ両市間に貿易区誕生。
2007年4月、国家木材流通協会に「中国木業の都」と授与。
2009年4月、国務院の批准で、「黒龍江綏芬河綜合保税区」設立。
2011年6月、綏芬河市が黒龍江省直轄県級市となる。
2017年11月、綏芬河市が牡丹江市に所属。

## 行政区画
2鎮を管轄：
- 鎮：綏芬河鎮、阜寧鎮

## 経済
ハルビンからウラジオストクに通じる旧東清鉄道の中国側最初の駅があるため、ソ連崩壊後、ロシアから大量の担ぎ屋が商品の仕入に来るようになり、ロシア人担ぎ屋相手の商業都市として大発展を遂げた。 近年のロシア人観光客は約30万人だが、その大部分は担ぎ屋である。
このため、黒竜江省では省都ハルビンに次ぐ富裕な都市となり、北辺の小深圳と呼ばれる。
工業ではロシアから輸入する木材の加工業が発達し、近年はロシアを訪れる中国人観光客も年間7万人程度となった。
1. 週末の綏芬河市へのロシア人の観光客の増加について
最近、中ロ国境にある綏芬河市において（黒龍江省、中国の東北部）ロシアからの観光客向けの新しい処置が講じられた。ロシア人の観光客は中国語のカードが分からないことから、綏芬河市において中ロカードが導入され、ロシア人の観光客に好評を博している。ロシアの税機関のルールによりカードがない人は入国できないことにより中ロカードはすでに入国に必要な書類になった。
ところで、ロシア人の観光客は週末に活発にショッピングしている。今は、毎週、綏芬河市の検問所を通って買い物に入国する観光客の数は2000人ぐらいとなり、綏芬河市の光景に不可欠な部分となった。綏芬河市の検問所は中ロ国境に一番大切な検問所の一つであるが、今年の前期には金融危機などで、綏芬河市の検問所を通る観光客の数は減少した。しかし、現在、経済の復活のおかげでロシア人の購買力が向上し、ロシアの税機関による外国滞在中の購入制限が中止された。また、中国製品の安い価格は、ロシア人の観光客の需要に応えており、週末に綏芬河市の検問所では多くの人でにぎわっているのが見られる。
2. 綏芬河市における非関税区域の建設について
中国は、ロシアの沿海地方との国境に位置する黒龍江省綏芬河市において非関税区域を早められたテンポで建設し、現在、操業を開始している。
2009年4月に中国政府は、綏芬河市の東北地方における唯一の内陸の総合非関税区域を結成することを正式に承認した。9月に中華人民共和国国務院により公表された「東北地方等従来工業基地復興戦略の今後の実施に対する意見」の中で、綏芬河市における総合非関税区域の早期建設の必要性が主張された。これにより中国の東北地方はロシアの沿海地方との関係を拡大し、協力を一層強化するつもりであると見られている。9月に綏芬河市行政府は非関税区域の安定した建設進行を確保するために、20日以上の期間で建設現場に当たるクアニゴウ村から122の家族を移動させた。その住民のためには、クアニゴウ村から2キロメートル程離れたところで新しい村が建てられた。河南省出身の建築家であるリ・ユンツィは「このような短い期間でこれぐらい沢山の家が建てられたなんて初めてみた」と述べた。
非関税区域の建設経過に関していうと、既に面積1.18平方キロメートルの敷地は柵がめぐらされ、現在、税関検査場、自動車道路、通信施設、給水・給電・熱エネルギー供給・ガス供給施設の建設作業が行われている。中国では、非関税区域とは、公開度が高く、様々な役割を果たし、数多い特典を受けている経済特区である。綏芬河市で建設されている非関税区域は中国政府に結成を承認された6区域目である。同区域においては非関税商品の加工、運輸、輸出入貿易、金融サービス、展示会の開催などの機能が果たされると見られている。
綏芬河市戦略研究センターの研究者であるスニ・シュリニは、総合非関税区域では外国からの商品は無関税で輸入されることになる。国産の商品は輸出品とみなされ、輸出税の金額を返済されることになっている。企業は、同区域において貨物を保管し、新しい事業を起こし、貿易を行うことができるようになる。綏芬河市総合非関税区域管理委員会副委員長のシ・ジニツィは、現在綏芬河市は中国、日本、韓国からロシア市場への商品の供給を確保している中心点となっていると指摘した。ジニツィによると、同区域において中国の隣の国々は新しく事業を起こし、貿易を行うことが可能になる。
3. 中ロ国境の綏芬河・ポグラニチニ両市間に貿易区誕生
黒龍江省の綏芬河市は中国とロシアの長い国境線上にある小都市で、2011年8月末、ここにロシアのポグラニチニ市との間で貿易取引を行う貿易区が正式に誕生した。ロシア産食品を取り扱う商店は、売り切れ続出の好調な販売状況が続いているという。
黒龍江省政府とロシア浜海辺境区政府は1994年に「中ロによる綏芬河-ポグラニチニ国境両市貿易区会談紀要」に調印し、99年には両国政府による外交文書の交換確認を踏まえて発効し、同貿易区の建設がスタートした。これと同時に、国は同貿易区のある地域を対象に、「両市間の貿易を通じて輸入された商品で、価格が8千元以下のものについては、輸入関税および輸入環節税（輸入付加価値税）を免除する」との特別優遇政策をうち出した。今年8月9日、ハルビン税関は同貿易区に両市間の貿易取引を行う貿易スポットを設立することを正式#:認可。国境地域の住民が両市間の貿易取引を展開するようになり、両国民は同貿易区で輸入関税・輸入環節税ゼロの商品を購入できるようになった。
同貿易区は計画面積が4.53平方キロメートルで、総投資額は100億元に上る見込み。中国側の国境内には国際商業展示センター、ビジネス会議が行えるホテル、東方の風情を伝える街並み、物流加工産業エリアなどが建設される予定だ。ロシア側の国境内にはビジネスオフィスエリア、金融センター、貯蔵・加工エリアなどが建設される予定だ。これまでに双方の投資額は累計14億元に達した。
4. 日本との協力方法の提案

- ｢陸海聯運大通路｣（黒龍江省→ウラジオストク→日本）による物流ルートの拡大。このルートにより黒龍江省・日本間が1,000㎞短縮される。現在、石炭等を年間70 ～ 80万t日本に輸出しているが、今後、農産物輸出等での拡大を希望。
- 対外貿易、木材の精密加工、輸出加工での合作。輸入木材は粗加工が多く、精密加工での日本側企業との合作を希望。機電加工園地を建設中であり、ロシア向け機電製品の生産企業の入居を希望。
- 観光交流。綏芬河－ウラジオストク－日本、または逆ルートでの交流を提案。

## 交通

### 鉄道
- 中国鉄路総公司
  - 中国鉄路ハルビン局集団公司
    - 浜綏線（牡丹江方面）- 綏芬河駅 -（中ロ国境）

### 道路
- 高速道路
  - 綏満高速道路
- 国道
  -  G301国道

### 出入国検査場
- 綏芬河口岸

## 健康・医療・衛生
- 綏芬河市人民医院